# 恋は放課後
『恋は放課後』（こいはほうかご）は、1973年に松竹が製作した日本映画。広瀬襄監督。主演は松坂慶子と沖雅也。
伊豆の高校に転任した若い女教師が、不良生徒や乱れた生活を送っている田所を更生させるため、ラグビー部を創設するなど奮闘する物語である。

## キャスト
- 松坂慶子 三村靖子
- 沖雅也 田所祐吉
- 石田信之 滝田弘
- 秋谷陽子 梨絵
- 川崎あかね 木の実
- 左とん平 兄貴分
- 穂積隆信 松木先生
- 小島三児  戸倉先生
- 石橋正次 男生徒
- 桜田淳子 歌手
- 西城秀樹 歌手
- フランキー堺 源治
- ミヤコ蝶々 トキ

## スタッフ
- 監督 : 広瀬襄
- 脚本 : 鎌田敏夫
- 撮影 : 竹村博
- 編集 : 太田和夫
- 音楽 : 竜崎孝路

## 併映作品
- 『花心中』